# Croydon (Pensylvánie)
Croydon je menší město v okrese Bucks County ve státě Pensylvánie v USA. K roku 2010 zde žilo 9 950 obyvatel.